# 荷西·萊克勒克
荷西·拉蒙·萊克勒克（英語：José Ramón Leclerc，1993年12月19日—），為美國職棒大聯盟的投手，目前效力於運動家，他先前曾效力於德州遊騎兵。

## 職業生涯
萊克勒克於2010年11月底以國際自由球員身分和遊騎兵簽約，而他以1年升1級的速度往大聯盟邁進，並在2015年球季末入選球隊的40人名單。

### 德州遊騎兵
2016年7月6日，萊克勒克登上大聯盟。整季他的防禦率為1.80，並送出15次三振。
2017年4月12日，萊克勒克拿下生涯首次救援成功。當時他連續解決麥可·楚奧特和亞伯特·普荷斯兩位天使強打。不過他在5月9日右手無名指受傷，整季他只出賽10場比賽，拿下2勝3敗，防禦率3.94。
2018年，萊克勒克在大聯盟和3A之間來回升降。8月，球隊將奇恩·凱拉交易到海盜，讓萊克勒克成為終結者。這年他一樣拿下2勝3敗，防禦率1.56，並拿下12次救援成功。
2019年，他和遊騎兵簽下4年延長合約。整季他拿下2勝4敗，防禦率4.33，並拿下14次救援成功。
2020年，因為疫情緣故，萊克勒克整季僅出賽2場比賽。2021年3月29日，萊克勒克進行湯米約翰手術，球季宣布報銷。2022年，他拿下7次救援成功，防禦率2.83，但也吞下3敗。
2023年季後賽，他成為大聯盟首位在球隊前7場季後賽都上場終結比賽的投手。合計他總計投7.1局僅失1分，並拿下3次救援成功。最後遊騎兵順利奪冠。

## 外部連結
- 球員資訊和成績在MLB，ESPN，Baseball-Reference，Fangraphs（英文）
- 荷西·萊克勒克的X（前Twitter）